# Tremplin à 3 mètres synchronisé féminin aux Jeux olympiques d'été de 2024
Navigation
Tokyo 2020 Los Angeles 2028
L'épreuve du tremplin à 3 mètres synchronisé féminin aux Jeux olympiques d'été de 2024 se déroule au Centre aquatique olympique, au nord de Paris en France, le 27 juillet 2024. 

## Format
La compétition se déroule en un tour unique où chacune des 8 paires effectue 6 plongeons. Les 3 meilleures remportent les médailles d'or, d'argent et de bronze.

## Programme
| Date              | Horaire | Manche |
| ----------------- | ------- | ------ |
| Samedi 27 juillet | 11 h 00 | Finale |

## Médaillés
| Or                            | Argent                           | Bronze                                    |
| Chang Yani / Chen Yiwen (CHN) | Sarah Bacon / Kassidy Cook (USA) | Yasmin Harper / Scarlett Mew Jensen (GBR) |

## Résultats
| Rang                                | Plongeuses                          | Pays        | Plongeons | Plongeons | Plongeons | Plongeons | Plongeons | Total  |
| Rang                                | Plongeuses                          | Pays        | 1         | 2         | 3         | 4         | 5         | Total  |
| ----------------------------------- | ----------------------------------- | ----------- | --------- | --------- | --------- | --------- | --------- | ------ |
| Médaille d'or, Jeux olympiques      | Chang Yani / Chen Yiwen             | Chine       | 52,80     | 51,00     | 77,40     | 79,98     | 76,50     | 337,68 |
| Médaille d'argent, Jeux olympiques  | Sarah Bacon / Kassidy Cook          | États-Unis  | 49,80     | 51,00     | 71,10     | 72,54     | 70,20     | 314,64 |
| Médaille de bronze, Jeux olympiques | Yasmin Harper / Scarlett Mew Jensen | Royaume-Uni | 50,40     | 46,20     | 63,90     | 71,10     | 70,68     | 302,28 |
| 4                                   | Elena Bertocchi / Chiara Pellacani  | Italie      | 49,20     | 45,00     | 68,40     | 68,82     | 62,10     | 293,52 |
| 5                                   | Maddison Keeney / Anabelle Smith    | Australie   | 47,40     | 48,00     | 73,80     | 74,40     | 48,60     | 292,20 |
| 6                                   | Lena Hentschel / Jette Müller       | Allemagne   | 48,60     | 48,00     | 64,80     | 67,89     | 59,40     | 288,69 |
| 7                                   | Viktoriya Kesar / Anna Pysmenska    | Ukraine     | 45,60     | 42,00     | 57,60     | 54,87     | 51,30     | 251,37 |
| 8                                   | Naïs Gillet / Juliette Landi        | France      | 42,00     | 43,80     | 48,72     | 51,24     | 54,27     | 240,03 |